# Privatklinik Josephinum

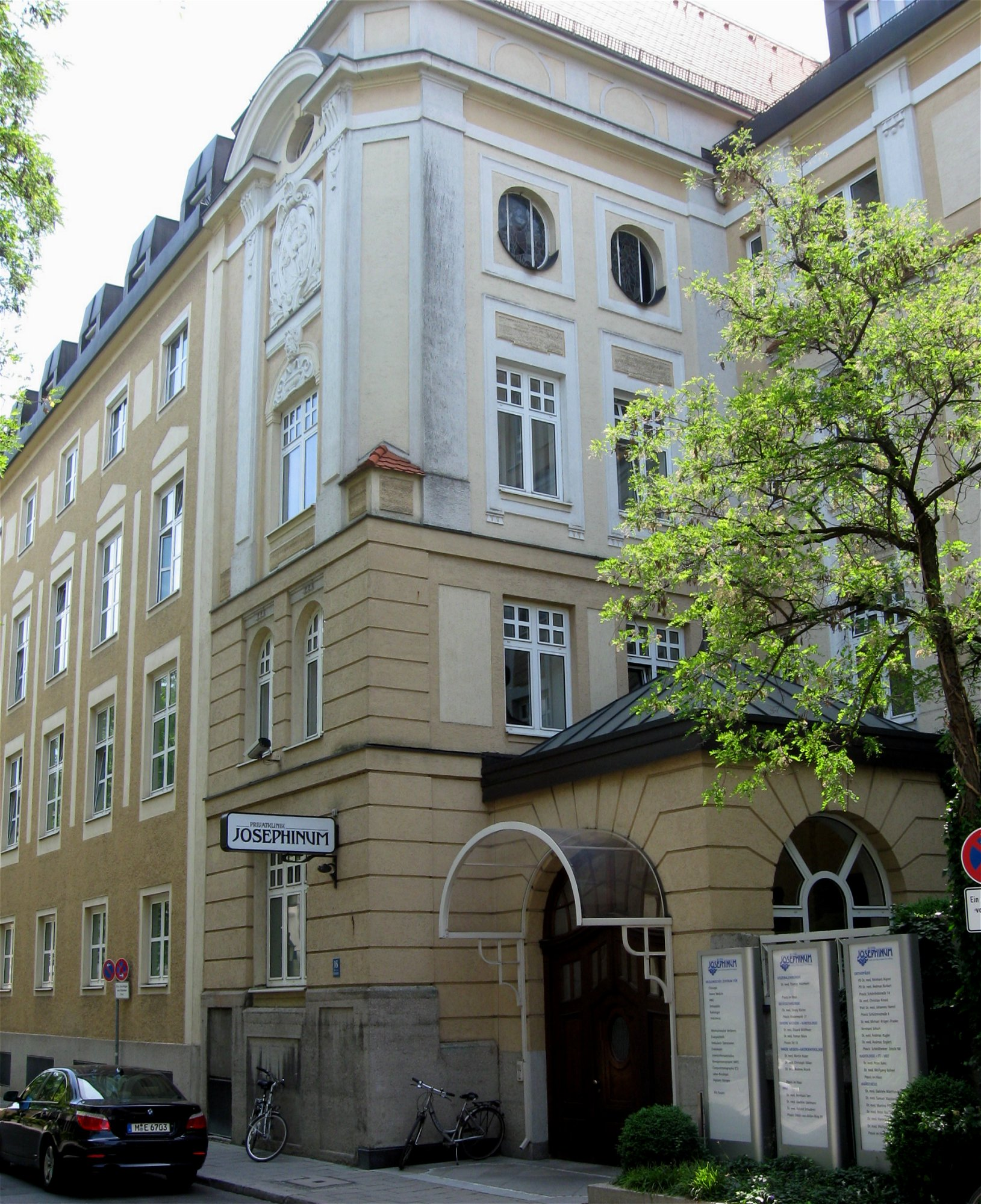
Josephinum (2009)

Die Klinik Josephinum ist ein Krankenhaus in der Schönfeldstraße im Münchner Stadtteil Maxvorstadt.

## Gründung
Die Klinik wurde 1893 zunächst als Heilanstalt Josephinum vom Arzt Guido Jochner im Haus Arcisstraße 41 gegründet und am 8. Dezember als Klinik in privater Trägerschaft eingeweiht. Die Klinik ist seither offen für Patienten aller Krankenkassen. Als Patron wurde der heilige Joseph gewählt und die Klinik entsprechend „Josephinum“ getauft. 1903 zog sie in das jetzige Haus in der Schönfeldstraße 16 um.
Der barockisierende Bau im Späthistorismus wurde von 1901 bis 1904 vom damals führenden deutschen Hoch- und Tiefbauunternehmen Heilmann & Littmann erbaut.

## Übergang zur Stiftung
Jochner und seine Frau Olga, geborene Gräfin von Tattenbach, gaben 1929 in ihrem gemeinsamen Testament der Privatklinik die Form der Guido und Olga Jochner’schen Stiftung. Drei Jahre später starb Jochner. Daraufhin übernahm der Universitätsprofessor Ludwig Kielleuthner die ärztliche Leitung und den 1. Vorstand der Stiftung.
1934 wurde das Josephinum durch den Erwerb der Schönfeldstraße 18 und 20 erweitert und es wurden umfassende Renovierungs- und Modernisierungsmaßnahmen durchgeführt. Im Februar 1945 wurde das Gebäude durch den Abwurf von Brandbomben bei den westalliierten Luftangriffen auf München erheblich beschädigt.
Seit 1976 ist die Klinik im bayerischen Krankenhausbedarfsplan verankert. Damit wurde die Voraussetzung für eine staatliche Förderung gesichert. Das Josephinum wurde in den Folgejahren saniert. Neben der Förderung durch den Freistaat wurde die Klinik durch das finanzielle Engagement der Stiftung getragen.
Das Gebäude ist unter der Nummer D-1-62-000-6285 in die Liste der Baudenkmäler in der Maxvorstadt eingetragen.